# San José de los Arroyos

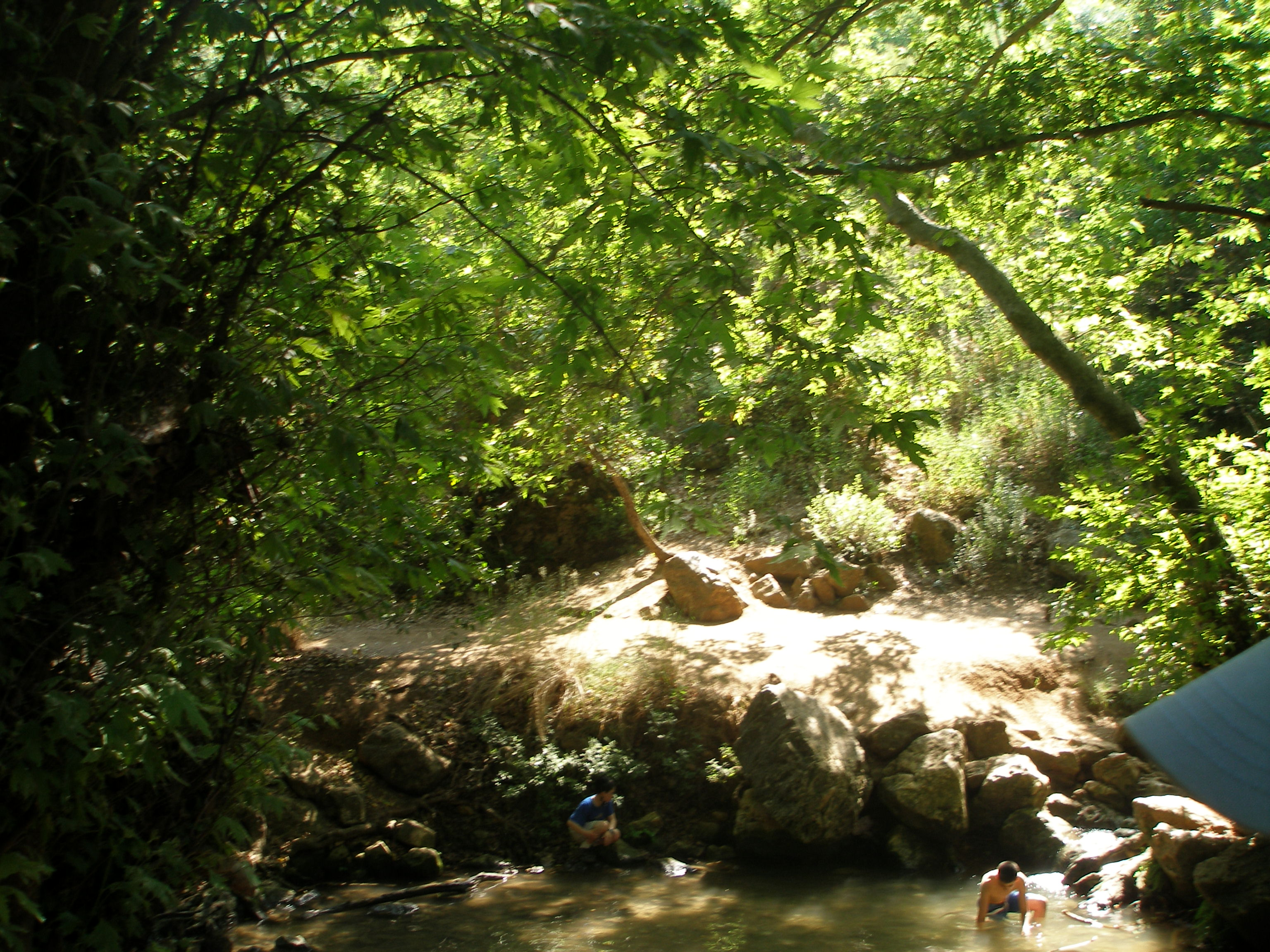
San José de los Arroyos

San José de los Arroyos es un distrito paraguayo ubicado en el departamento de Caaguazú, sobre la Ruta PY02. Es uno de los distritos más antiguos del departamento, fundado el 19 de marzo de 1780, por el gobernador Pedro Melo de Portugal. El 25 de mayo de 1884 se estableció como municipio.

## Historia
Los antecedentes históricos de San José de los Arroyos dieron lugar a una fuerte polémica, pues mientras que algunos historiadores atribuyen su fundación al Gobernador Pedro de Portugal, otros aseguran que el fundador en el año 1555 fue Ñuflo de Chaves. Esta localidad se llamaba originalmente San José de los dos Arroyos.

## Geografía
Situado en el extremo sudoeste del departamento de Caaguazú, sus 887 km² de extensión están cubiertos por grandes llanuras, utilizadas por sus pobladores para la agricultura en su mayor parte y la ganadería. Las tierras del distrito son bañadas por afluentes del río Tebicuary Mí.
Limita al norte con el Departamento de Cordillera y Nueva Londres; a sur con el departamento de Paraguarí y el departamento de Guairá, separado por el río Tebicuarymí; al este con Coronel Oviedo, y al oeste con el departamento de Cordillera.

## Clima
En este distrito predomina el clima templado: caen abundantes lluvias. Su temperatura máxima asciende a 37 °C en verano, y baja hasta cerca de O °C en invierno. Debido a su clima se caracteriza como una de las mejores zonas para la agricultura, su suelo está regado por abundantes arroyos.

## Demografía
Según datos oficiales del censo paraguayo de 2022, San José de los Arroyos cuenta con una población total de 13 926 habitantes distribuidos mayormente en la zona rural.

## Economía
La ciudad es un importante centro de actividad ganadera que incluye la producción vacunos, equinos, ovinos y porcinos. En agricultura, en el distrito existen cultivos algodón, yerba mate, caña de azúcar, mandioca y cultivos de horticultura, entre otros. También cuenta con grandes extensiones de tierras dedicados a la forestación.

## Infraestructura
Se accede a este distrito por las Ruta PY02, que lo comunica directamente con la ciudad de Coronel Oviedo y, por extensión, con la ciudad de Asunción. También se accede desde Ciudad del Este, capital del departamento de Alto Paraná.
Las rutas nacionales que llegan a San José de los Arroyos se encuentran pavimentadas. Sus calles departamentales se encuentran pavimentadas, empedradas, enripiadas y terraplenadas, lo que facilita el desplazamiento de las personas y vehículos dentro del distrito.
Posee medios de transporte público con todas las comodidades modernas que hacen recorridos urbanos, interurbanos y nacionales; también cuenta con servicios periódicos hasta la capital del país. Cuenta con servicios de telefonía digital, dos radioemisora comunitaria  e internet.

## Cultura
La fiesta patronal de esta ciudad se celebra el día de San José, coincide con la fecha del aniversario de su fundación, el 19 de marzo. Esta es fecha fija para grandes celebraciones religiosas y seculares. Entre estas últimas se destacan las corridas de toros, jineteadas y romerías entre otras actividades pintorescas.